# Dionisio da Furnà
Dionisio da Furnà (in greco Διονύσιος ὁ ἐκ Φουρνᾶς?; Fourna, 1670 – Fourna, 1744) è stato un pittore e monaco cristiano greco, particolarmente noto per aver redatto l'Ermeneutica della pittura (῾Ερμηνεία τῆς ζωγραϕικῆς τέχνης), un manuale che rappresenta un ricco compendio di norme iconografiche.
Egli fece parte della comunità monastica del Monte Athos, stanziata in un territorio dove sussiste una forma di autogoverno monacale. 

## Biografia
Nacque a Fourna da un prete di nome Panagiotis, in un'epoca in cui la Grecia era ancora parte dell'Impero ottomano. 
Pittore di formazione autodidatta e attivo sin dal 1685, entrò a far parte della comunità del Monte Athos nel 1701 e lì visse fino al 1733.
Qui entrò in contatto con i lavori della Scuola dell'eptaneso e di quella cretese ma continuò ad aderire, tuttavia, ad una pittura di stampo più tradizionale e maggiormente influenzata dall'opera di Manuel Panselinos e dallo stile del cosiddetto Rinascimento paleologico. In questo periodo affrescò la cappella di San Giovanni della chiesa del Protàton di Karyes e quella di San Demetrio del Monastero di Vatopedi e fu, inoltre, molto prolifico come pittore di icone. 
Nell'ultimo periodo della sua vita tornò a Fourna e, nel 1741, ebbe l'autorizzazione ad aprire una scuola di pittura ad Agrafa.

## L'Ermeneutica della pittura

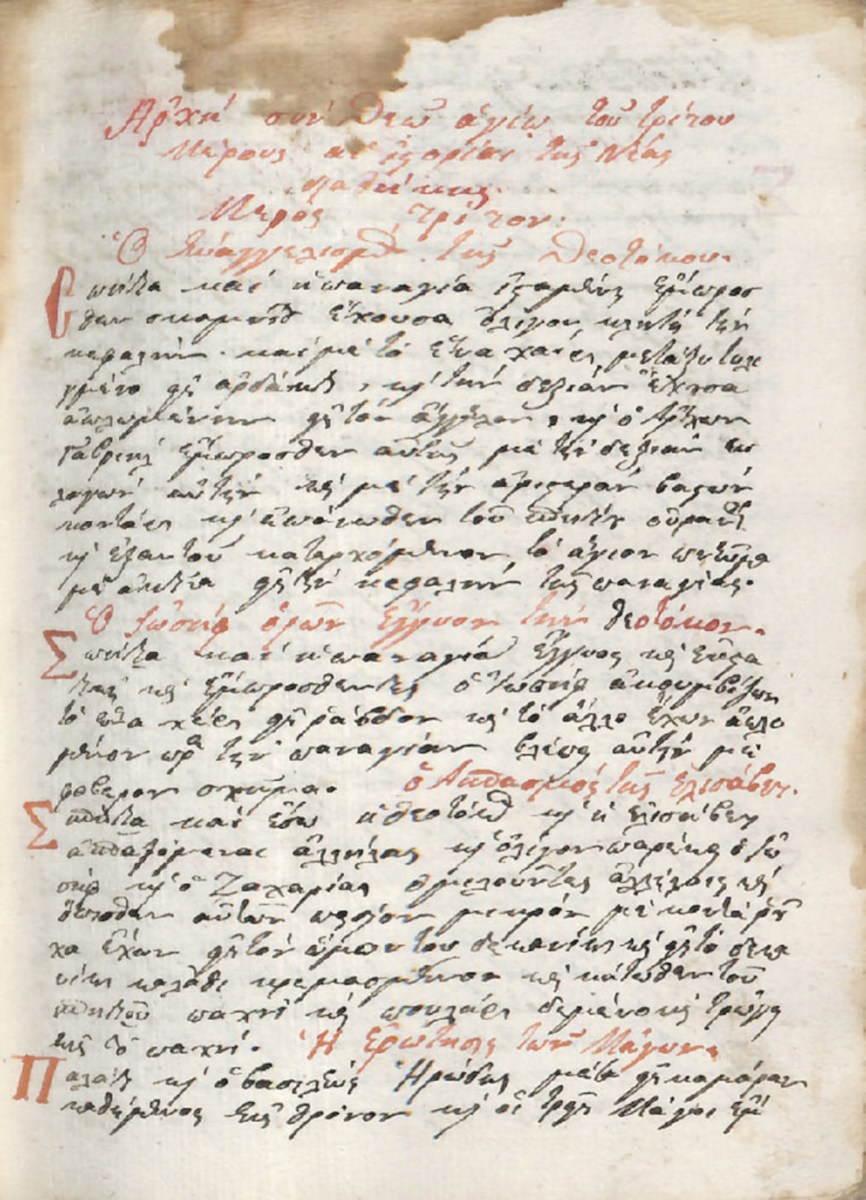
Copia del manoscritto risalente alla prima metà del XIX secolo

A partire dal 1728 iniziò a scrivere il suo manuale, la sua opera più nota, che terminò intorno al 1733. Lo scritto ebbe grande e rapida in diffusione in tutti i Balcani.
La struttura del libro, noto anche con i titoli di Guida per pittori, Manuale del Monte Athos o Canone dell'icona, è divisa in tre parti e, in quella centrale, ricalca il racconto evangelico della vita di Gesù seguendo principalmente il vangelo di Matteo inteso come ordine cronologico delle scene adatte alla rappresentazione pittorica. Nella prima parte sono fornite ricette per realizzare i colori e nozioni anatomiche e di proporzione delle figure umane, mentre nella terza vengono indicate le corrette collocazioni che ogni scena può avere all'interno di una chiesa. 
Sebbene si pensasse che l'opera fosse frutto della codificazione di una più antica tradizione bizantina, gli studiosi hanno poi cominciato a ritenerla un riflesso della situazione tardobizantina non esente dagli influssi veneti e cretesi. Nonostante ciò alcune parti relative, ad esempio, alle ricette per realizzare intonaci o colori sono basate su testi più antichi e descrivono pratiche già utilizzate dai pittori bizantini.
La sua prima pubblicazione ufficiale avvenne nel 1845 in francese ma in un'edizione falsata derivata da Kōnstantinos Simōnidīs. Solo nel 1909, nell'edizione di Papadopoulos-Kerameus, verrà dato alle stampe il manoscritto originale. Del 1971 è la prima edizione italiana nella traduzione di Giovanna Donato Grasso pubblicata dalla Fausto Fiorentino Editore.

## Galleria d'immagini

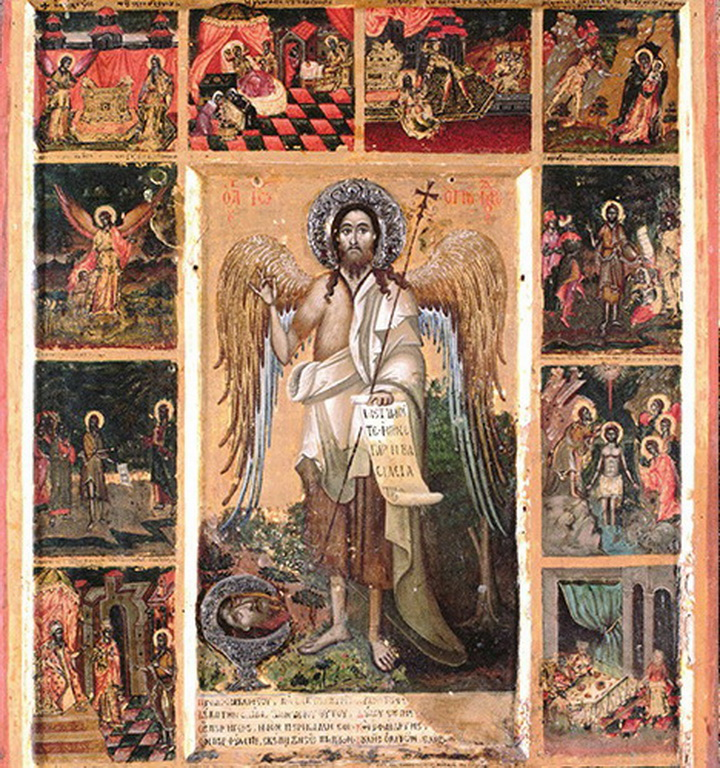
Vita di Gesù (1711)
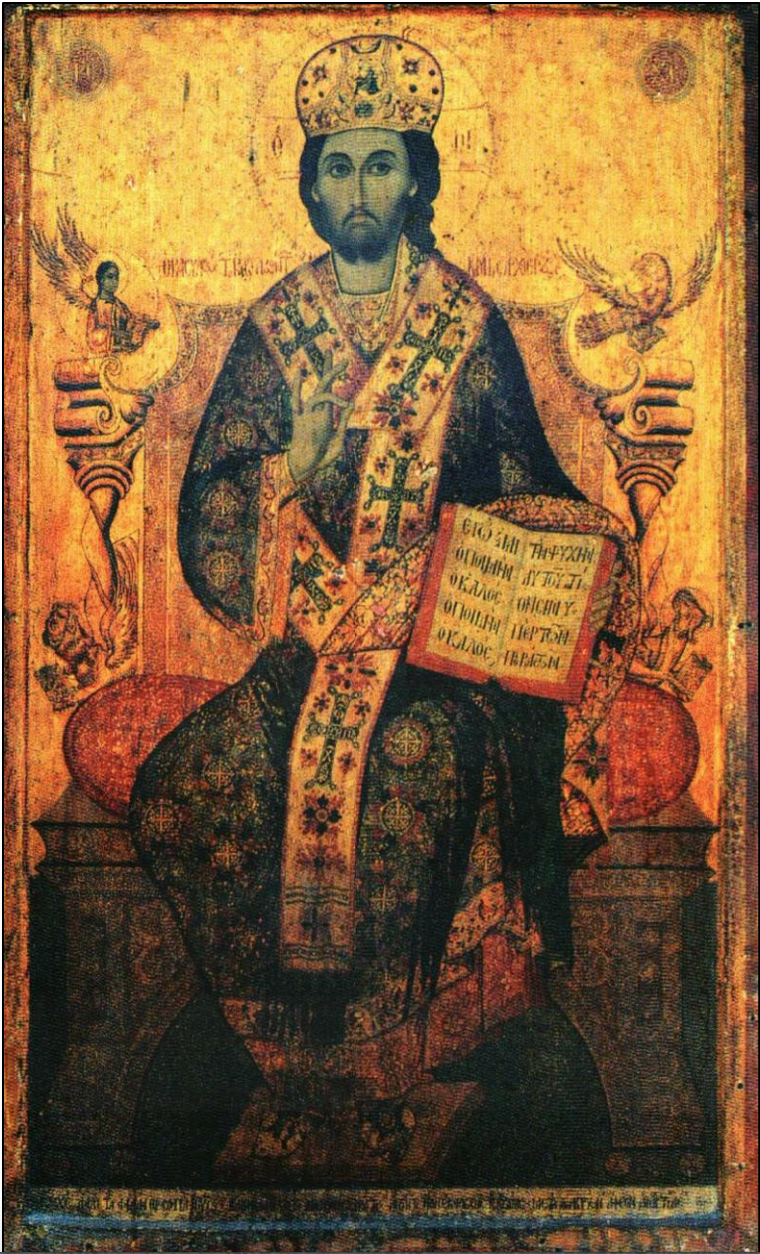
Cristo in trono (1737 ca.), tempera all'uovo su tavola
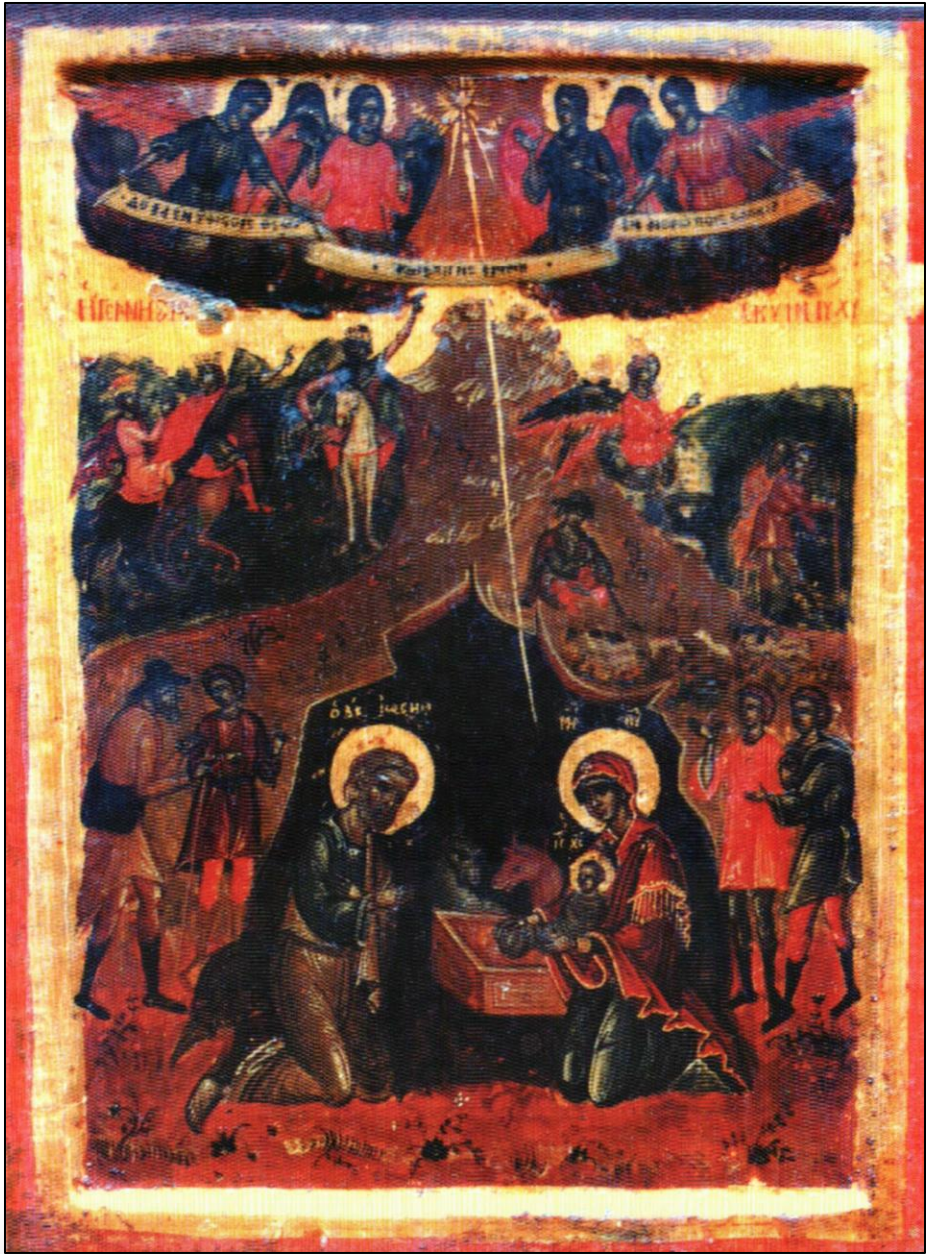
Natività (1711), tempera all'uovo su tavola
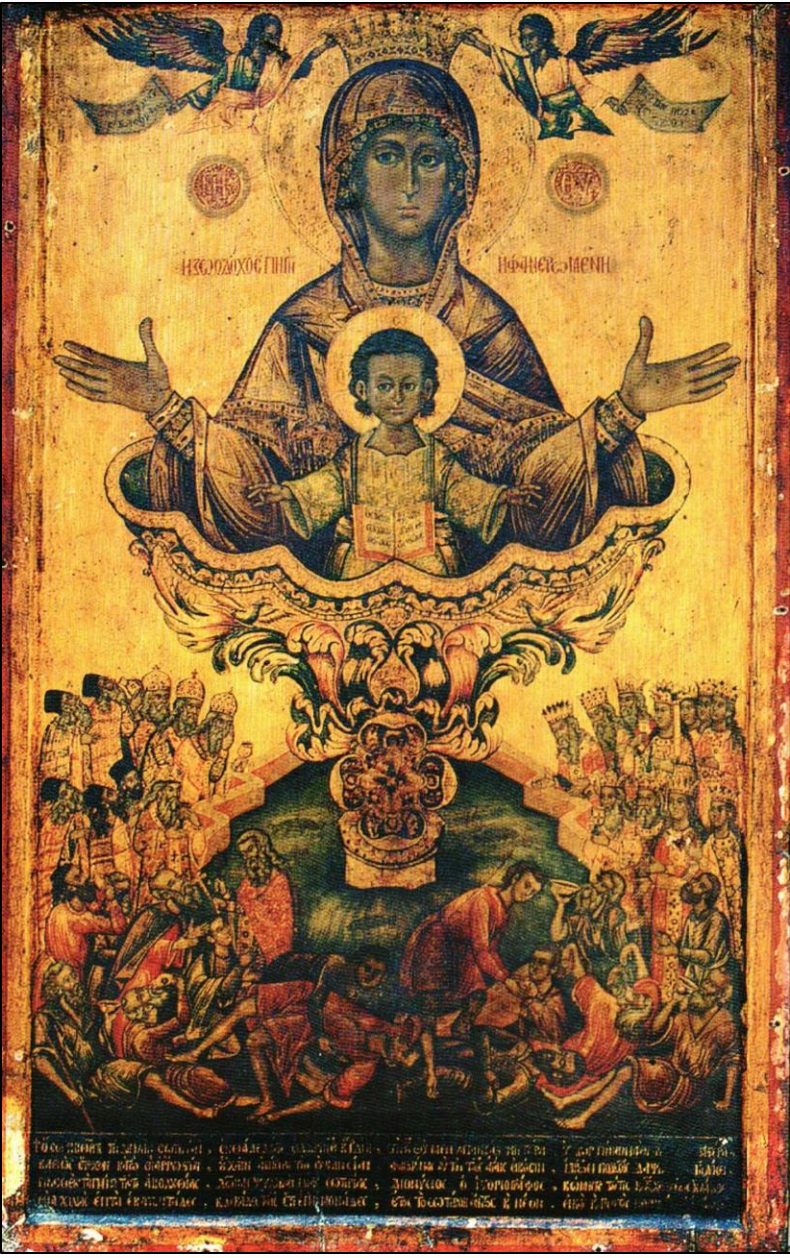
Madonna con il bambino su colonna (1737 ca.), tempera all'uovo su tavola